# Abdülhakim Arvâsi
Abdülhakim Arvâsi (geboren 1865 in Van; gestorben 1943 in Ankara) war ein sunnitischer islamischer Rechtsgelehrter (Mudschtahid) in der Spätzeit des Osmanischen Reiches und der Gründungszeit der Türkei.
Er war Schüler von Seyyid Fehîm Arvâsî und lehrte 30 Jahre lang in Van. Als die russische Armee den Ostteil des Osmanischen Reiches besetzte, zog er nach Istanbul. Dort wirkte er in mehreren Medresen und Moscheen. Einer seiner bedeutendsten Schüler war Hüseyin Hilmi Işık. 